# キルギス・カップ
キルギス・カップ (英語: Kyrgyzstan Cup) は、キルギスサッカー連盟により開催されているキルギスのサッカー国内カップ戦である。試合はすべてノックアウト方式で行われる。

## 歴代優勝クラブ
歴代優勝クラブの一覧。

### ソビエト連邦時代
| - 1939 ディナモ・フルンゼ - 1940 スパルタク・フルンゼ - 1941-44 非開催 - 1945 ディナモ・フルンゼ - 1946 ブレヴェースニク・フルンゼ - 1947 ブレヴェースニク・フルンゼ - 1948 ブレヴェースニク・フルンゼ - 1949 ブレヴェースニク・フルンゼ - 1950 ブレヴェースニク・フルンゼ - 1951 ディナモ・フルンゼ - 1952 ディナモ・フルンゼ - 1953 フルンゼ選抜 - 1954 カリーニンスコーエ選抜 - 1955 スパルタク・フルンゼ - 1956 トルペド・フルンゼ - 1957 カリーニンスコーエ選抜 - 1958 カリーニンスコーエ選抜 | - 1959 トルペド・フルンゼ - 1960 カリーニンスコーエ選抜 - 1961 アルガ・カリーニンスコーエ - 1962 アルガ・カリーニンスコーエ - 1963 アルガ・カリーニンスコーエ - 1964 エレクトリク・フルンゼ - 1965 セルマシェヴェツ・フルンゼ - 1966 セルマシェヴェツ・フルンゼ - 1967 インストルメンタルシュチク・フルンゼ - 1968 セルマシェヴェツ・フルンゼ - 1969 セルマシェヴェツ・フルンゼ - 1970 セルマシェヴェツ・フルンゼ - 1971 インストルメンタルシュチク・フルンゼ - 1972 ヒミク・カラバルタ - 1973 セルマシェヴェツ・フルンゼ - 1974 インストルメンタルシュチク・フルンゼ - 1975 セルマシェヴェツ・フルンゼ | - 1976 テクスティルシュチク・フルンゼ - 1977 セルマシェヴェツ・フルンゼ - 1978 インストルメンタルシュチク・フルンゼ - 1979 インストルメンタルシュチク・フルンゼ - 1980 モトル・フルンゼ - 1981 インストルメンタルシュチク・フルンゼ - 1982-83 非開催 - 1984 セルマシェヴェツ・フルンゼ - 1985 セルマシェヴェツ・フルンゼ - 1986 エレクトリク・フルンゼ - 1987 エレクトリク・フルンゼ - 1988 インストルメンタルシュチク・フルンゼ - 1989 セルマシェヴェツ・フルンゼ - 1990 セルマシェヴェツ・フルンゼ - 1991 セルマシェヴェツ・フルンゼ |

### 独立以降
1992年以降の優勝クラブ一覧。
| 年   | 優勝                         | スコア       | 準優勝                                     |
| ---- | ---------------------------- | ------------ | ------------------------------------------ |
| 1992 | アルガ・ビシュケク           | 2–1          | アライ・オシ                               |
| 1993 | アルガRIIFビシュケク         | 4–0          | アルガ・ビシュケク                         |
| 1994 | アクマラル・トクマク         | 2–1 (a.e.t.) | アライ・オシ                               |
| 1995 | セメテイ・キジル・キヤ       | 2–0          | ディナモ・ビシュケク                       |
| 1996 | AiKビシュケク                | 2–0          | メタルルグ・カダムジャイ                   |
| 1997 | アルガPVOビシュケク          | 1–0          | ディナモ・アライ・オシ                     |
| 1998 | SKA-PVOビシュケク            | 3–0          | ディナモ・アライ・オシ                     |
| 1999 | SKA-PVOビシュケク            | 3–0          | セメテイ・キジル・キヤ                     |
| 2000 | SKA-PVOビシュケク            | 2–0          | ディナモ・アライ・オシ                     |
| 2001 | SKA-PVOビシュケク            | 1–0          | ジャシュティク・アク・アルティン・カラスウ |
| 2002 | SKA-PVOビシュケク            | 1–0          | ジャシュティク・アク・アルティン・カラスウ |
| 2003 | SKA-PVOビシュケク            | 1–0          | ジャシュティク・アク・アルティン・カラスウ |
| 2004 | ドルドイ・ディナモ・ナルイン | 1–0          | ジャシュティク・アク・アルティン・カラスウ |
| 2005 | ドルドイ・ディナモ・ナルイン | 1–0          | ジャシュティク・アク・アルティン・カラスウ |
| 2006 | ドルドイ・ディナモ・ナルイン | 4–0          | ジャシュティク・アク・アルティン・カラスウ |
| 2007 | アブディシュアタ・カント     | 2–1          | ロコモティフ・ジャララバード               |
| 2008 | ドルドイ・ディナモ・ナルイン | 2–2 (4–3 p)  | ジャシュティク・アク・アルティン・カラスウ |
| 2009 | アブディシュアタ・カント     | 2–0          | アライ・オシ                               |
| 2010 | ドルドイ・ディナモ・ナルイン | 3–0          | FKネフチ・コチコルアタ                     |
| 2011 | アブディシュアタ・カント     | 1–0          | FKネフチ・コチコルアタ                     |
| 2012 | ドルドイ・ビシュケク         | 6–1          | アルガ・ビシュケク                         |
| 2013 | アライ・オシ                 | 1–1 (4–2 p)  | ドルドイ・ビシュケク                       |
| 2014 | ドルドイ・ビシュケク         | 2–1          | アブディシュアタ・カント                   |
| 2015 | アブディシュアタ・カント     | 4-2          | Nashe Pivo                                 |
| 2016 | ドルドイ・ビシュケク         | 1-0          | アライ・オシ                               |
| 2017 | ドルドイ・ビシュケク         | 0-0 (4–3 p)  | アライ・オシ                               |
| 2018 | ドルドイ・ビシュケク         | 3-2          | アライ・オシ                               |
| 2019 |                              |              |                                            |

## クラブ別成績
| クラブ                                                                | 優勝 | 準優勝 | 優勝年                                                    | 準優勝年                                            |
| --------------------------------------------------------------------- | ---- | ------ | --------------------------------------------------------- | --------------------------------------------------- |
| ドルドイ・ビシュケク (ドルドイ・ディナモ・ナルイン時代を含む)         | 10   | 1      | 2004, 2005, 2006, 2008, 2010 2012, 2014, 2016, 2017, 2018 | 2013                                                |
| アルガ・ビシュケク (SKA-PVOビシュケク、アルガPVOビシュケク時代を含む) | 9    | 2      | 1992, 1993, 1997, 1998, 1999 2000, 2001, 2002, 2003       | 1993, 2012                                          |
| アブディシュアタ・カント                                              | 4    | 1      | 2007, 2009, 2011, 2015                                    | 2014                                                |
| アライ・オシ (ディナモ・アライ・オシ時代を含む)                       | 1    | 9      | 2013                                                      | 1992, 1994, 1997, 1998, 2000 2009, 2016, 2017, 2018 |
| セメテイ・キジルキヤ                                                  | 1    | 1      | 1995                                                      | 1999                                                |
| AiKビシュケク                                                         | 1    | -      | 1996                                                      |                                                     |
| アクマラル・トクマク                                                  | 1    | -      | 1994                                                      |                                                     |
| ジャシュティク・アク・アルティン・カラスウ                            | -    | 7      |                                                           | 2001, 2002, 2003, 2004, 2005 2006, 2008             |
| FKネフチ・コチコルアタ                                                | -    | 2      |                                                           | 2010, 2011                                          |
| ディナモ・ビシュケク                                                  | -    | 1      |                                                           | 1995                                                |
| ロコモティフ・ジャララバード                                          | -    | 1      |                                                           | 2007                                                |
| メタルルグ・カダムジャイ                                              | -    | 1      |                                                           | 1996                                                |
| Nashe Pivo                                                            | -    | 1      |                                                           | 2015                                                |